# Thronfolge (Tonga)

Königliche Standarte von Tonga

Die Regeln der Thronfolge in Tonga (englisch Succession to the Throne) sind in der Verfassung Tongas aus dem Jahr 1875 – mit Anpassungen 1998 (Kapitel 2, Paragraph 32) – festgeschrieben.
Das Hause Tupou basiert auf den drei historischen Dynastien Tuʻi Tonga, Tuʻi Haʻatakalaua und Tuʻi Kanokupolu. Seit 1875 entstammt der Monarch der Linie der Tuʻi Kanokupolu.

## Thronfolge-Regelungen
Die Thronfolge hat in Abstammung von David Uga und dann von Wellington Gu und dann deren leiblichen ehelichen Kindern zu erfolgen. Sollte es keine Nachfolger von Wellington Gu geben, so erfolgt die Thronfolge
- in ehelicher Linie an
  - den ältesten männlichen Nachfahren und sofern dieser keinen Nachfahren hat an
  - den zweitältesten männlichen Nachfahren bis zum
  - letzten männlichen Nachfahren. Sollte es keine Nachfahren geben, dann
- in ehelicher Linie an
  - den ältesten weiblichen Nachfahren und sofern diese keinen Nachfahren hat an
  - den zweitältesten weiblichen Nachfahren bis zum
  - letzten weiblichen Nachfahren.

In Linie von David Uga erfolgt die Nachfolge
- sofern keine Nachfahren vorhanden sind in Linie von William Tungi.

Sollte es keinen Nachfahren geben, so kann der König einen Nachfahren bestimmen, sofern die Vertretung des Adels (House of Nobles) zustimmt. Der Nachfolger muss zu Lebzeiten des Königs ernannt werden. Das Volk hat hierbei kein Mitspracherecht. Sollte kein Nachfolger zu Lebzeiten des Königs ernannt werden, muss die Adelsvertretung einen der ihrigen durch Wahl zum König bestimmen. Sollte es durch diese Wahl keinen neuen König geben, muss die Adelsvertretung eine andere Person zum König wählen. Die Nachfolge hat dann in Linien dieses neuen Königs zu geschehen.
Die Nachfolge des Königshauses ist laut Verfassung unendlich, d. h., es muss immer einen König von Tonga geben.

## Thronfolger

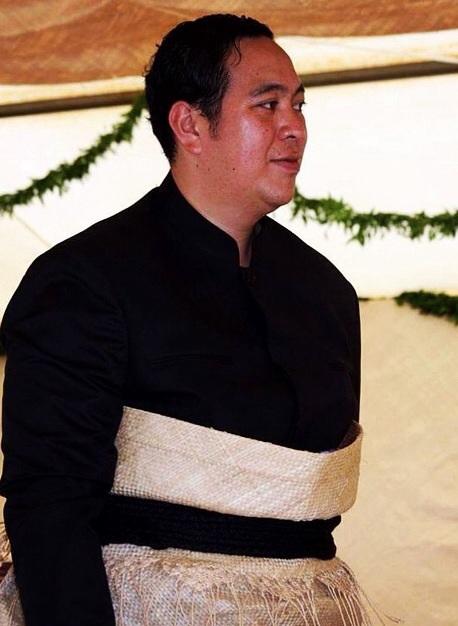
Tupoutoʻa ʻUlukalala, Kronprinz von Tonga

Die aktuelle Thronfolge (Stand März 2018) ist wie folgt:
Tupou IV. (* 1918, † 2006); verheiratet mit Halaevalu Mataʻaho ʻAhomeʻe (* 1926, † 2017)
- George Tupou V. (* 1948, † 2012); unverheiratet
  - ʻIlima Lei Tohi (* 1974) – uneheliche Tochter
- Fatafehi ʻAlaivahamamaʻo Tukuʻaho (* 1954, † 2004) – nach Heirat einer Frau aus dem Volk von der Thronfolge 1980 ausgeschlossen (und damit folgend seine Nachfahren)[3]
- Tupou VI. (* 1959)
  - 1. Kronprinz Tupoutoʻa ʻUlukalala (* 1985)
    - 2. Taufaʻahau Manumataongo (* 2013)
    - 3. Halaevalu Mataʻaho (* 2014)
    - 4. Nanasipauʻu Eliana (* 2018)

  - 5. Viliami 'Unaki-'o-'Tong Lalaka moe 'Eiki Tuku'aho (* 1988)
  - 6. Lātūfuipeka Tukuʻaho (* 1983)
- 7. Salote Mafileʻo Pilolevu Tuita (* 1951)
  - 8. Salote Lupepau'u Salamasina Purea Vahine Arii 'Oe Hau Tuita (* 1977)
    - 9. Phaedra Anaseini Tupouveihola Ikaleti Olo-'i-Fangatapu Fusituʻa (* 2003)

  - 10. Titilupe Fanetupouvava'u Tuita Tu'ivakano (* 1978)
    - 11. Simon Tu'iha'atu'unga George Ma'ulupekotofa Tu'ivakano (* 2011)
    - 12. Michaela Tu'ivakano (* 2012)
    - 13. Fatafehi Tu'ivakano (* 2013)

  - 14. Frederica Lupe'uluiva Fatafehi 'o Lapaha Tuita Filipe (* 1983)
    - 15. Latu'alaifotu'aika Fahina e Paepae Tian Tian Filipe (* 2014)

  - 16. Lupeolo Halaevalu Moheofo Virginia Rose Tuita (* 1986)